# Александрос Папанастасіу
Александрос Папанастасіу (грец. Αλέξανδρος Παπαναστασίου; 8 липня 1876 — 17 листопада 1936) — грецький соціолог, політик і прем'єр-міністр.

## Ранні роки
Був сином члена Парламенту Панайотіса Папанастасіу. У дитинстві кілька разів змінював своє місце проживання: Каламата (1876–1883) та Пірей (1883–1889). Вивчав право в Афінському університеті (1895–1898), отримавши диплом 1899 і ліцензію — 1901 року. З 1901 до 1905 вивчав соціальні науки, право та філософію у Університеті Фрідріха-Вільяма та Гейдельберзькому університеті. 1905 переїхав до Лондона, а згодом — до Парижа, продовживши навчання до 1907 року, коли вирішив повернутись на батьківщину.

## Політична кар'єра
1910 року був вперше обраний до складу Парламенту. Виступав за проведення аграрної реформи у Фессалії, метою якої було руйнування великих ферм, що існували там з часів панування Османської імперії, та надання земель у володіння місцевим фермерам. 1916 приєднався до Руху національної оборони Елефтеріоса Венізелоса у Фессалоніках, який виступав за вступ до Першої світової війни на боці союзників. Пізніше став губернатором Іонічних островів.
Після Першої світової війни був членом кількох урядів Венізелоса на посадах міністрів транспорту, охорони здоров'я та внутрішніх справ. Коли Венізелос програв вибори 1920 року, Папанастасіу залишився в Греції та критикував консервативні уряди Дімітріоса Ралліса, Ніколаоса Калоєропулоса, Дімітріоса Гунаріса, Ніколаоса Стратоса та Петроса Протопападакіса за погане ведення війни в Малій Азії.
Разом з однодумцями оприлюднив документ під назвою Демократичний Маніфест, який критикував монархію, стверджуючи, що Греція не може жертвувати жодною зі своїх частин заради монарха. За цю публікацію Папанастасіу потрапив до в'язниці.
Після поразки у Другій греко-турецькій війні та падіння уряду Народної партії Папанастасіу сформував власний уряд, який 25 березня 1924 року проголосив Республіку. Це питання було винесено на референдум, і грецький народ проголосував 13 квітня тог ж року за скасування монархії. За часів свого перебування на посту глави уряду Папанастасіу запропонував створити Університет у Фессалоніках, визнати новогрецьку мову загальновживаною, започаткувати освітні центри тощо. 1926 року заснував Демократичний Союз.
З 1926 до 1928 року обіймав посаду міністра сільського господарства.
Папанастасіу вдруге займав прем'єрський пост з травня до червня 1932 року. 1936 був узятий під домашній арешт урядом Іоанніса Метаксаса.
Помер від серцевого нападу 17 листопада 1936 року.